# Marco Minghetti
 (novembre 2021).
Marco Minghetti (né à Bologne le 18 novembre 1818, mort à Rome le 10 décembre 1886) est un homme d'État italien.

## Biographie

### Les premières années
Marco Minghetti est né le 8 novembre 1818 à Bologne dans une famille de propriétaires terriens : son père, Giuseppe Minghetti, est un riche propriétaire terrien qui s'est enrichi grâce au commerce pendant l'occupation des États pontificaux par Napoléon, tandis que sa mère, Rosa Sarti, est issue d'une famille de classe moyenne aux idéaux politiques libéraux. Marco a une sœur Alma (1821 - 5 avril 1899 ; d'abord épouse de Valentino Amici puis d'Eugenio Vecchietti) et un frère Filippo (1825 - Florence 27 janvier 1914), un homme sauvage qui, après une brève carrière militaire, entre dans le corps diplomatique.
Le parcours culturel du jeune Minghetti est très profond : orphelin de père à l'âge de 10 ans, il fréquente l'école latine Barnabite de Bologne, où il reçoit l'enseignement de deux libéraux : Ugo Bassi et Alessandro Gavazzi, complétant sa formation par de fréquents voyages culturels, comme à Venise en 1830. C'est là, avec sa mère, qu'il visite les chefs-d'œuvre artistiques de la cité lagunaire et qu'il s'intéresse à la peinture, une passion qui durera toute sa vie.
D'autres voyages éducatifs suivent : fin janvier 1832, Minghetti se rend pour la première fois à Paris en tant qu'invité de son oncle Pio Sarti, un patriote en exil après le soulèvement de 1831 à Bologne. À Paris, Minghetti rencontre d'éminentes personnalités politiques françaises et italiennes, telles que La Fayette, Talleyrand, Terenzio Mamiani, Pietro Maroncelli et bien d'autres. En avril, avec son oncle, il se rend finalement à Londres, où il reste quelques mois avant de retourner à Bologne.
Les intérêts culturels de Minghetti vont de la littérature à la science et à l'économie : en 1833, il commence ses études scientifiques avec le professeur Vincenzo Michelini, médecin et mathématicien, qui l'emmène également assister à des conférences à l'université de Bologne, auxquelles il ne participe qu'occasionnellement. Son éducation littéraire, en revanche, lui a été inculquée par le physiologiste de renom de l'époque, Michele de' Medici di Ottajano, qui était également un bon érudit et un latiniste, tandis que Paolo Costa était son professeur pour les matières philosophiques. Minghetti prendra plus tard ses distances avec lui, le jugeant trop lié au sensisme, et publie un essai à ce sujet en 1837, un an après la mort de Costa, qui paraît dans le Nuovo Giornale dei letterati. L'année suivante, il écrit une critique de la pièce de Luigi Biondi, Dante in Ravenna, dans un autre journal, L'Istitutore.

### Formation politique
Membre fondateur de la Cassa di Risparmio in Bologna en 1837, Marco Minghetti participe en 1839 au premier congrès des savants italiens, organisé à Pise par concession du grand-duc de Toscane Léopold II, au cours duquel il rencontre d'illustres personnalités scientifiques et économiques, tant italiennes, comme Raffaello Lambruschini, Giuseppe Montanelli, Giuseppe Giusti et Giovan Battista Giorgini, qu'étrangères, comme l'astronome belge Adolphe Quetelet. Après la conclusion du congrès, Minghetti voyage à Rome et à Naples, rencontrant à nouveau l'élite cultivée des deux villes, tout en approfondissant ses études en philosophie, en langues (il apprend l'allemand) et en économie (il étudie les essais d'Adam Smith et de Jean-Baptiste Say). Le résultat de ce travail acharné est la publication de son premier ouvrage d'économie, Intorno alla tendenza agli interessi materiali che è nel secolo presente (A propos de la tendance aux intérêts matériels dans le siècle actuel), publié à Florence en 1841.
Devenu administrateur du domaine familial en 1843, Minghetti s'engage également sur le plan théorique à étudier les problèmes de l'agriculture et à expérimenter de nouvelles techniques agricoles. En outre, il ne tarde pas à rejoindre le mouvement réformateur qui s'est étendu aux États pontificaux. Entre 1842 et 1847, il participe activement aux travaux de la "Société agraire de Bologne", contribuant également au journal Il Felsineo, dont il devient ensuite le rédacteur en chef pendant une courte période. Pendant cette période, il reprend également ses voyages à l'étranger, visitant la Suisse, l'Allemagne, la Belgique et les Pays-Bas, puis, en décembre 1844, la France et le Royaume-Uni. Le savant italien reste à Paris pendant cinq mois, fréquentant la Sorbonne et le Collège de France, où il suit le cours de droit constitutionnel de Pellegrino Rossi, avec qui il se lie d'amitié, et rencontre les historiens Jules Michelet et Edgar Quinet. Il entre également en contact avec les thèses nationales des patriotes italiens modérés Vincenzo Gioberti (qu'il rencontre personnellement à Zurich) et Cesare Balbo. Pendant son séjour à Londres, qui dure de mai à juillet 1845, Minghetti approfondit ses connaissances économiques en visitant des usines et des manufactures : dans la capitale anglaise, il rencontre également Giuseppe Mazzini, qui y est en exil depuis des années, et dont il se sépare dès le début par une vision et une action idéologiques claires.
De retour à Bologne, Minghetti noue des relations de plus en plus étroites avec d'autres représentants du patriotisme modéré, comme Massimo d'Azeglio, qu'il rencontre à Florence, et Montanelli et Rinaldo Ruschi, qu'il rencontre à Pise, dans le but de créer une opinion publique nationale d'obédience catholique, que l'élection du pape Pie IX le 16 juin 1846 semble provoquer, ainsi qu'une alliance entre les libéraux italiens et l'Église. Un projet porteur d'espoir, surtout au vu de la visite du propriétaire terrien émilien au pape, qu'il a reçu en audience privée peu après son élection.

### Expériences politiques à Rome et à Turin
Après la nomination de Pie IX et ses premières réformes libérales, Minghetti, profitant de la liberté de presse limitée qui venait d'être accordée, publie, en tant que rédacteur en chef du Felsineo, des articles politiquement pertinents appelant à de plus grandes réformes économiques et sociales (travaux publics, chemins de fer, administration, éducation scolaire). En novembre 1847, il devient membre de la Consulta di Stato (une institution qui représente légalement les provinces avec des fonctions économiques, administratives et militaires), créée par le pape en avril, et en même temps il fait partie de la commission qui devait préparer le discours du pape à l'occasion de l'inauguration de la Consulta elle-même, qui a lieu le 15 novembre. En raison de ses brillantes compétences politiques, le 10 mars 1848, Minghetti est appelé à Rome par Pie IX, qui lui propose le poste de ministre des travaux publics dans le premier gouvernement constitutionnel des États pontificaux. Le 29 avril 1848, après le discours dans lequel Pie IX a annoncé le retrait de l'armée papale du front de la première guerre d'indépendance, Minghetti démissionne, avec six autres membres du gouvernement.
Il décide donc de participer directement au conflit, s'enrôlant dans l'armée sarde (Regia Armata Sarda) du roi Carlo Alberto de Savoie, servant du 10 mai au 11 août comme officier d'état-major au quartier général piémontais, participant aux batailles de Goito et de Custoza. Entre-temps, la Constitution étant encore en vigueur dans l'État pontifical, il est élu député de la circonscription de San Giovanni in Persiceto : après la signature de l'armistice de Salasco, Minghetti rentre à Rome pour participer aux travaux du Parlement, mais il démissionne le 15 novembre après l'assassinat de son ami Pellegrino Rossi, premier ministre du gouvernement pontifical, tué par des extrémistes, outré par l'hésitation du nouvel exécutif à entamer le procès contre les meurtriers. À la suite de cela, Pie IX se réfugie à Gaète auprès de Ferdinando II, à la suite de quoi la République romaine est proclamée. Minghetti est immédiatement à la tête des modérés qui refusent d'amener leurs propres députés à l'Assemblée constituante.
En mars 1849, il est rappelé au siège piémontais, après la reprise des hostilités contre l'Autriche : après la défaite de Novare et la montée sur le trône de Vittorio Emanuele II de Savoie, fils de Carlo Alberto, Minghetti est relevé de ses fonctions en novembre. Il passe donc les premières années de la seconde Restauration (1850-1851) dans sa ville natale de Bologne, où il se consacre à des études philosophiques. En juillet 1852, il s'installe enfin à Turin, où il est reçu en audience par le nouveau roi de Sardaigne, à qui il parle des conditions dans les provinces de Romagne, mais surtout il rencontre Camillo Cavour, dont les idées économiques et politiques l'unissent, comme la nouvelle vision économique donnée à l'agriculture, l'efficacité du système parlementaire et la possibilité de réaliser l'Unification de l'Italie par la diplomatie piémontaise avec l'aide des États européens. C'est donc de manière informelle qu'il prépare le terrain à la diplomatie du Premier ministre sarde, en rencontrant à Londres en 1853 les hommes politiques Henry John Temple, 3e vicomte Palmerston, William Ewart Gladstone et Lord John Russell, tandis que l'année suivante, il soutient activement l'intervention piémontaise dans la guerre de Crimée aux côtés de la France et de l'Angleterre. En 1855, au cours d'une pause dans ses voyages, Minghetti publie Della Libertà religiosa en 12 lettres, qui sera ensuite publié avec d'autres œuvres de jeunesse dans Opuscoli letterari ed economici.
Membre du comité bolognais de la Società nazionale italiana (Société nationale italienne), il rédige en 1856 un mémorandum pour Cavour sur l'état des provinces pontificales à présenter au Congrès de Paris (en), pour mieux mettre en évidence le retard du gouvernement pontifical. Entre-temps, il poursuit son engagement civil et littéraire : en 1857, il est l'un des fondateurs de la Banca delle Quattro Legazioni (Banque des Quatre Légations), tandis que l'année suivante, il publie son ouvrage le plus célèbre, Dell'economia pubblica e delle sue attinenze con la morale e con il diritto (L'économie publique et ses rapports avec la morale et le droit), qui connaît un grand succès en Italie et en Europe. Au début de l'année 1859, après avoir obtenu la nationalité sarde, Minghetti est nommé par Cavour secrétaire général du ministère des Affaires étrangères, avec pour mission d'informer le Premier ministre sur les affaires intérieures italiennes. Après la démission de Cavour le 11 juillet 1859, à la suite de l'armistice de Villafranca qui met fin à la deuxième guerre d'indépendance, il devient, le 3 septembre, président de l'Assemblée de Romagne, convoquée pour préparer l'annexion des nouvelles provinces au royaume de Sardaigne. Le 22 avril 1860, à la suite des élections législatives convoquées pour faire entrer les députés d'Italie centrale dans le nouveau Parlement subalpin, Minghetti est élu dans sa circonscription, et est reconduit jusqu'à la seizième législature.

### Le gouvernement du royaume d'Italie
Par la suite, le 1er novembre 1860, il est ministre de l'Intérieur auprès de Cavour, restant à ce poste même après la proclamation du royaume d'Italie le 17 mars 1861, et, après la mort du comte le 6 juin, dans le gouvernement de Ricasoli. En tant que ministre, Minghetti avait déjà proposé en avril un projet de décentralisation administrative du nouvel État (projet également soutenu par des fédéralistes comme Giuseppe Montanelli), qui aurait permis un plus grand respect des réalités locales, mais qui fut rejeté après un mois d'intenses débats par le Parlement italien, craignant les éventuelles pressions sécessionnistes que la décentralisation aurait provoquées, en plus des revendications de centralisation de Ricasoli. Démissionnant le 1er septembre 1861 en raison de ces divergences, Minghetti revient à la politique active le 8 décembre 1862, comme ministre des Finances avec Luigi Carlo Farini. Lorsque Farini est atteint de maladie mentale, il lui succède comme Premier ministre du royaume d'Italie le 24 mars 1863, en conservant le ministère des Finances.
Le nouveau cabinet doit faire face à deux problèmes graves : le brigandage post-unification, qui sévit dans les provinces du sud, et les frictions avec la France de Napoléon III au sujet de la question romaine. Pour résoudre le premier problème, le 15 août 1863 est adoptée la loi Pica, proposée par le député abruzzais Giuseppe Pica, qui suspend les garanties constitutionnelles dans les provinces infestées par le brigandage et confie aux tribunaux militaires la juridiction sur les brigands capturés : cette loi reste en vigueur jusqu'au 31 décembre 1865.

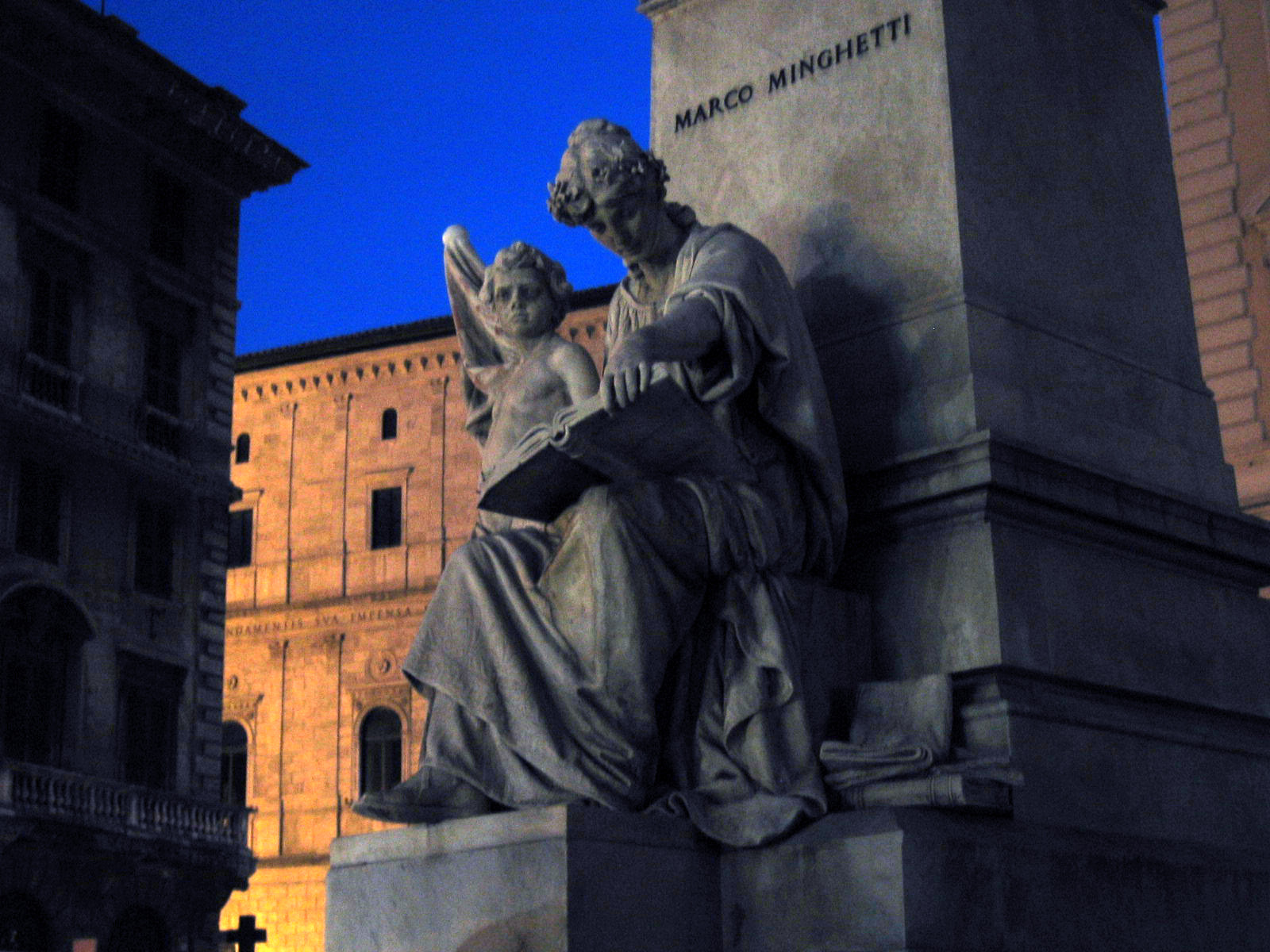
Monument à la gloire de Minghetti situé sur la Piazza S. Pantaleo à Rome.

En politique étrangère, grâce à la forte action italienne contre l'expédition de Garibaldi à Aspromonte (29 août 1862), Minghetti réussit à négocier un accord favorable avec la puissance protectrice du pape, la France, signé à Paris le 15 septembre 1864 et donc appelé Convention de septembre. Dans le cadre de la Convention avec la France, qui prévoyait le retrait de la garnison française de Rome dans un délai de deux ans, sous réserve de l'assurance par l'Italie du pouvoir temporel du pape, le gouvernement Minghetti inclut la clause de transfert de la capitale de Turin à Florence, suscitant l'indignation et la consternation tant du roi que de la population turinoise. À la suite de la répression brutale des manifestations de protestation populaire pacifique, qui ont fait plus de 50 morts et des centaines de blessés entre la Piazza Castello et la Piazza San Carlo, Vittorio Emanuele II oblige Minghetti à démissionner du gouvernement par un télégramme.
De retour au Parlement en tant que simple député, il est nommé, le 13 mai 1869, par le nouveau Premier ministre Luigi Federico Menabrea, ministre de l'agriculture, du commerce et de l'industrie ; à ce titre, Minghetti fait appel à d'éminentes personnalités techniques pour collaborer à son département, comme Luigi Luzzatti, et lance également une enquête industrielle et une enquête agraire, dont les résultats, publiés dix ans plus tard, modifient la vision politique de l'économie italienne, qui passe du libéralisme au protectionnisme. Après la chute du ministère, Minghetti se lance dans une carrière diplomatique, étant nommé ministre plénipotentiaire à Vienne le 24 août 1870, où il reste dix mois, à la suite de la position du gouvernement autrichien sur la Question romaine après la prise de Rome. Entre autres, après la conquête de Rome, avec le soutien de Quintino Sella et de Ruggero Bonghi, il réforme l'Accademia Nazionale dei Lincei sur le modèle de l'Institut de France.
Enfin, il est à nouveau président du Conseil entre le 10 juillet 1873 et le 25 mars 1876, succédant à Giovanni Lanza. Au cours de cette législature, Minghetti favorise le rapprochement de Vittorio Emanuele II avec les Empires centraux, suivant le souverain dans ses voyages officiels à Vienne et à Berlin et étant récompensé pour cela le 5 juin 1874 par la plus haute distinction savoyarde : le collier de l'Annonciation. En politique intérieure, il se trouve en désaccord avec la droite, à laquelle il appartient pourtant : la raison de ce différend est la politique fiscale stricte qu'il mène, qui aboutit à un budget équilibré, annoncé le 16 mars 1876,. Minghetti est également un partisan de la politique du gouvernement italien en matière de fiscalité.

Minghetti était également partisan de l'envoi d'une légation commerciale en Chine et au Japon et de l'établissement de contacts diplomatiques avec les deux pays asiatiques.
Mais paradoxalement, c'est précisément l'équilibre budgétaire qui marque sa chute : deux jours plus tard, en effet, après l'annonce du redressement financier, Minghetti est battu à la Chambre des députés, lorsque Giovanni Battista Morana présente une motion parlementaire contre la taxe de mouture. Minghetti a demandé que le débat sur la motion soit reporté après l'examen du projet de loi sur les conventions de chemins de fer, en plaçant en même temps un vote de confiance. La Chambre rejette la demande de Minghetti et celui-ci démissionne. 

C'est ce qu'on appelle la "révolution parlementaire", qui conduit à la chute de la droite et à l'arrivée au pouvoir d'Agostino Depretis, le leader incontesté de la gauche : Minghetti est ainsi le dernier Premier ministre de droite de l'Italie libérale.

### Les dernières années
Bien qu'il reste au Parlement en tant que chef de l'opposition conservatrice, Minghetti n'occupe plus de postes ministériels, se consacrant davantage à ses études, mais se distinguant, à l'époque du transformisme, pour une réforme morale de l'État. C'est également une période de publications fructueuses, dont la plus mémorable est son ouvrage Stato e Chiesa (État et Église), publié à Milan en 1878, qui prône la nécessité d'une séparation claire entre le pouvoir temporel et le pouvoir spirituel. Il favorise par la suite un rapprochement entre la droite et la gauche, votant par exemple en faveur des premières lois sociales du gouvernement Depretis ou de l'élargissement du suffrage par la réforme électorale de 1882. À partir de 1880, il est le professeur de latin de la reine Margherita di Savoia, épouse du nouveau roi Umberto I, avec laquelle il entretient une correspondance intense qui durera jusqu'à sa mort et sera publiée à Milan en 1947 sous le titre Lettere fra la regina Margherita e marco Minghetti 1882-1886.
Marco Minghetti meurt finalement à Rome le 10 décembre 1886, à l'âge de 68 ans ; son corps est transporté à Bologne, sa ville natale, dans un train paré de deuil, et enterré le 16 décembre dans la Chartreuse de la ville, après les condoléances générales des citoyens sur la Piazza Maggiore.

### Vie privée
Le 4 septembre 1864, Marco Minghetti épouse la noble napolitaine Laura Acton, veuve de Domenico Beccadelli di Bologna, prince de Camporeale. Le couple a eu un fils, Filippo, mort avant ses parents et enterré dans leur tombe à la Certosa de Bologne.

## Décorations
- Chevalier de l'ordre suprême de la Très Sainte Annonciade
- Chevalier grand-croix de l'ordre des Saints-Maurice-et-Lazare

## En mémoire
Aujourd'hui, à Bologne, le Liceo Ginnasio Classico Marco Minghetti, situé au Palazzo Lambertini-Taruffi, la place homonyme de Via Farini et, à Legnago, dans la province de Vérone, l'Istituto Tecnico Marco Minghetti portent le nom de Minghetti.
.

## Source
- (it) Cet article est partiellement ou en totalité issu de l’article de Wikipédia en italien intitulé « Marco Minghetti » (voir la liste des auteurs).

## Publications
- (fr) L'État et l'Église
- (fr) Des rapports de l'économie publique avec la morale et le droit
- (it) Les Partis politiques et leur ingérence dans la justice et l'administration
- (it) Des rapports de l'économie publique avec la morale et le droit
- (it) L'État et l'Église
- (it) La Convention de septembre : un chapitre de mes souvenirs
- (it) Écrits divers